# Князь Ліхтенштейну
Повний титул князя Ліхтенштейнського:
Князь Ліхтенштейнський, герцог Опавський та Ягерндорфський, граф Рітберзький, голова Ліхтенштейнів
 (нім. Fürst von und zu Liechtenstein, Herzog von Troppau und Jägerndorf, Graf zu Rietberg, Regierer des Hauses von und zu Liechtenstein).

## Список
Нижче перераховані фюрсти князівського дому Ліхтенштейн за всю його історію.
| №  | Портрет | Ім'я               | Роки життя  | Початок князювання | Кінець князювання | Джерело |
| -- | ------- | ------------------ | ----------- | ------------------ | ----------------- | ------- |
| 1  |         | Карл I             | (1569—1627) | 1608               | 15 лютого 1627    | [ 1 ]   |
| 2  |         | Карл Ейсебіус      | (1611—1684) | 15 лютого 1627     | 2 лютого 1684     | [ 1 ]   |
| 3  |         | Ганс Адам I        | (1657—1712) | 2 лютого 1684      | 16 червня 1712    | [ 1 ]   |
| 4  |         | Йосиф Венцель I    | (1696—1772) | 17 червня 1712     | 12 березня 1718   | [ 1 ]   |
| 5  |         | Антон Флоріан      | (1656—1721) | 12 березня 1718    | 11 жовтня 1721    | [ 1 ]   |
| 6  |         | Йосиф Йоган Адам   | (1690—1732) | 11 жовтня 1721     | 17 грудня 1732    | [ 1 ]   |
| 7  |         | Йоган Непомук Карл | (1724—1748) | 17 грудня 1732     | 22 грудня 1748    | [ 1 ]   |
| 4  |         | Йосиф Венцель I    | (1696—1772) | 22 грудня 1748     | 10 лютого 1772    | [ 1 ]   |
| 8  |         | Франц Йосиф I      | (1726—1781) | 10 лютого 1772     | 18 серпня 1781    | [ 1 ]   |
| 9  |         | Алоїз I            | (1759—1805) | 18 серпня 1781     | 24 березня 1805   | [ 1 ]   |
| 10 |         | Йоганн I           | (1760—1836) | 24 березня 1805    | 20 квітня 1836    | [ 1 ]   |
| 11 |         | Алоїз II           | (1796—1858) | 20 квітня 1836     | 12 листопада 1858 | [ 1 ]   |
| 12 |         | Йоганн II          | (1840—1929) | 12 листопада 1858  | 11 лютого 1929    | [ 1 ]   |
| 13 |         | Франц I            | (1853—1938) | 11 лютого 1929     | 25 липня 1938     | [ 1 ]   |
| 14 |         | Франц Йосиф II     | (1906—1989) | 25 липня 1938      | 13 листопада 1989 | [ 1 ]   |
| 15 |         | Ганс-Адам II       | (1945-)     | 13 листопада 1989  |                   | [ 1 ]   |